# Much Against Everyone's Advice
Albums de Soulwax
Leave The Story Untold
(1996) As Heard On Radio Soulwax Vol. 2
(2002)
Much Against Everyone's Advice est le second album du groupe d'electro-rock Soulwax, sorti en 1998. Il comprend une piste cachée qui peut être trouvée en rembobinant 50 secondes avant le premier morceau, "Conversation Intercom".

## Liste des morceaux

### Édition belge/américaine
1. "Conversation Intercom" – 3:06
2. "Saturday" – 3:11
3. "When Logics Die" – 3:29
4. "Much Against Everyone's Advice" – 2:48
5. "Overweight Karate Kid" – 2:04
6. "Proverbial Pants" – 4:27
7. "The Salty Knowledge Of Tears" – 2:42
8. "Flying Without Wings" – 3:47
9. "More Than This" – 4:21
10. "Too Many DJ's" – 4:31
11. "Temptingly Yours" – 2:26
12. "My Cruel Joke" – 4:23
13. "Scream" – 3:38
14. "Funny" – 4:34

### Édition britannique
1. "Conversation Intercom" – 3:06
2. "Saturday" – 3:11
3. "When Logics Die" – 3:30
4. "Much Against Everyone's Advice" – 2:48
5. "Overweight Karate Kid" – 2:04
6. "Proverbial Pants" – 4:27
7. "More Than This" – 4:22
8. "Too Many DJ's" – 4:31
9. "Temptingly Yours" – 2:27
10. "Scream" – 3:38
11. "Funny" – 4:34

### Édition américaine
1. "Conversation Intercom" – 3:06
2. "Saturday" – 3:11
3. "When Logics Die" – 3:29
4. "Much Against Everyone's Advice" – 2:48
5. "Overweight Karate Kid" – 2:04
6. "Proverbial Pants" – 4:27
7. "The Salty Knowledge Of Tears" – 2:42
8. "Flying Without Wings" – 3:47
9. "More Than This" – 4:21
10. "Too Many DJ's" – 4:31
11. "Temptingly Yours" – 2:26
12. "Scream" – 3:38
13. "Funny" – 4:34